# Оксид галлия(III)
Оксид галлия — амфотерный оксид, бинарное неорганическое соединение металла галлия и кислорода с формулой Ga2O3, белые кристаллы, полупроводник.

## Получение
- Непосредственно из элементов:

{\displaystyle {\mathsf {4Ga+3O_{2}\ {\xrightarrow {260^{o}C}}\ 2Ga_{2}O_{3}}}}
- Термическое разложение гидроксида галлия:

{\displaystyle {\mathsf {2Ga(OH)_{3}\ {\xrightarrow {550^{o}C}}\ Ga_{2}O_{3}+3H_{2}O}}}
- нитрата галлия:

{\displaystyle {\mathsf {4Ga(NO_{3})_{3}\ {\xrightarrow {150^{o}C}}\ 2Ga_{2}O_{3}+12NO_{2}+3O_{2}}}}
- сульфата галлия:

{\displaystyle {\mathsf {2Ga_{2}(SO_{4})_{3}\ {\xrightarrow {550^{o}C}}\ 2Ga_{2}O_{3}+6SO_{2}+3O_{2}}}}
- Окисление сульфида галлия:

{\displaystyle {\mathsf {2Ga_{2}S_{3}+9O_{2}\ {\xrightarrow {500^{o}C}}\ 2Ga_{2}O_{3}+6SO_{2}}}}

## Физические свойства
Оксид галлия — белый или жёлтый порошок, существует в двух модификациях:
- α-Ga2O3 образует кристаллы тригональной сингонии, пространственная группа R 3c, параметры ячейки a = 0,4972 нм, c = 1,3402 нм, Z = 6.
- β-Ga2O3 —  кристаллы моноклинной сингонии, пространственная группа C 2/m, параметры ячейки a = 12,214 А, b = 3,0371 А, c = 5,7981 А, β = 103,83, Z = 4.

β-форма является наиболее стабильной.

## Химические свойства
- Реагирует с концентрированными кислотами:

{\displaystyle {\mathsf {Ga_{2}O_{3}+6HCl\ {\xrightarrow {}}\ 2GaCl_{3}+3H_{2}O}}}
- и щелочами:

{\displaystyle {\mathsf {Ga_{2}O_{3}+2NaOH+3H_{2}O\ {\xrightarrow {}}\ 2Na[Ga(OH)_{4}]}}}
- При сплавлении со щелочами образует метагаллаты:

{\displaystyle {\mathsf {Ga_{2}O_{3}+2NaOH\ \xrightarrow {150^{o}C} \ 2NaGaO_{2}+H_{2}O}}}
- Восстанавливается водородом до металла:

{\displaystyle {\mathsf {Ga_{2}O_{3}+3H_{2}\ {\xrightarrow {700^{o}C}}\ 2Ga+3H_{2}O}}}
- Реагирует при сплавлении с хлористым аммонием:

{\displaystyle {\mathsf {Ga_{2}O_{3}+6NH_{4}Cl\ {\xrightarrow {250^{o}C}}\ 2GaCl_{3}+6NH_{3}+3H_{2}O}}}
- При прокаливании в токе аммиака образует нитрид галлия:

{\displaystyle {\mathsf {Ga_{2}O_{3}+2NH_{3}\ {\xrightarrow {1000^{o}C}}\ 2GaN+3H_{2}O}}}
- С карбонатом цинка при высоких температурах образует шпинель[1]:

{\displaystyle {\mathsf {Ga_{2}O_{3}+ZnCO_{3}\xrightarrow {900-1000^{o}C} \ (ZnGa_{2})O_{4}+CO_{2}}}}
- При сплавлении с галлием образует окись галлия(I):

{\displaystyle {\mathsf {Ga_{2}O_{3}+2Ga\ {\xrightarrow {500^{o}C}}\ 3Ga_{2}O}}}

## Применение
Для получения галлиево-гадолиниевого граната и других соединений галлия.
В полупроводниковой промышленности (приборы силовой электроники).